# Plan de Agua Prieta, La Concordia
Plan de Agua Prieta är en ort i Mexiko.   Den ligger i kommunen La Concordia och delstaten Chiapas, i den sydöstra delen av landet, 800 km sydost om huvudstaden Mexico City. Plan de Agua Prieta ligger 559 meter över havet och antalet invånare är 1 752.
Terrängen runt Plan de Agua Prieta är varierad. Runt Plan de Agua Prieta är det glesbefolkat, med 19 invånare per kvadratkilometer. Närmaste större samhälle är El Ámbar, 5,9 km sydväst om Plan de Agua Prieta. I omgivningarna runt Plan de Agua Prieta växer huvudsakligen savannskog.